# Heinrich Hirzel (kyrkohistoriker)
Heinrich Hirzel, född den 17 augusti 1766 i Zürich, död där den 7 februari 1833, var en schweizisk reformert kyrkohistoriker. Han var far till förläggaren  Salomon Hirzel och teologen Ludwig Hirzel.
Heinrich Hirzel tillhörde en framstående zürichsk politiker- och lärdomssläkt. Han påbörjade 1782 sina studier vid Collegium Carolinum i hemstaden. Han ägnade sig jämte teologiska studier åt filosofin. År 1787 prästvigdes han i Zürich och reste till Italien. Där var han huvudsakligen verksam som privatlärare i Florens. Hirzel återvände 1790 till Zürich. Där antog han en kallelse till professor i kyrkohistoria vid Carolinum. Han innehade därefter olika professurer tills han 1809 blev professor i filosofi. Samtidigt var han till upplösningen 1832 korherre vid Zürcher Grossmünster. År 1814 blev korresponderande ledamot av Società Italiana di scienze, lettere ed arti. Han var ytterst kritisk gentemot de revolutionära rörelserna i tiden.